# Campodimele
Campodimele é uma comuna italiana da região do Lácio, província de Latina, com cerca de 707 habitantes. Estende-se por uma área de 38 km², tendo uma densidade populacional de 19 hab/km². Faz fronteira com Esperia (FR), Fondi, Itri, Lenola, Pico (FR), Pontecorvo (FR).

## Longevidade dos seus habitantes
Campodimele é conhecida desde a década de 1990 pela longevidade dos seus habitantes e tornou-se uma atração para cientistas, médicos, professores universitários e turistas curiosos em busca da fórmula secreta para a longevidade.
Após anos de estudo, concluiu-se que os idosos da vila beneficiaram de uma combinação de ar fresco rico em oxigénio que sopra do mar para as montanhas, natureza não contaminada, uma dieta rica em legumes e um estilo de vida simples.
O resultado foi uma peculiaridade genética local que mantém o colesterol, os triglicerídeos e a pressão arterial baixos.
Faz parte da rede das Aldeias mais bonitas de Itália.

## Demografia
| Variação demográfica do município entre 1861 e 2011                               |
|                                                                                   |
| Fonte: Istituto Nazionale di Statistica (ISTAT) - Elaboração gráfica da Wikipedia |